# Tasa davidi
Tasa davidi är en spindelart som först beskrevs av Schenkel 1963.  Tasa davidi ingår i släktet Tasa och familjen hoppspindlar. Inga underarter finns listade i Catalogue of Life.